# Hörstel
Hörstel est une ville de Rhénanie-du-Nord-Westphalie (Allemagne), située dans l'arrondissement de Steinfurt, dans le district de Münster, dans le Landschaftsverband de Westphalie-Lippe.
Hörstel se trouve à la lisière nord-ouest de la Forêt de Teutoburg, la colline de Huckberg, et à côté de la confluence de deux importants canaux de navigation de Rhénanie : le Mittellandkanal et le canal Dortmund-Ems, à deux kilomètres au sud de la ville (lieu-dit du Nasses Dreieck). Les villes voisines sont Rheine à l'ouest et Ibbenbüren à l'est. Hörstel est arrosée par la Dreierwalder Aa.

## Histoire
| Appartenances historiques Comté de Tecklembourg 1236-1400 Principauté épiscopale de Münster 1400-1802 Royaume de Prusse 1802-1806 Grand-duché de Berg 1806-1811 Empire français (Ems-Supérieur) 1811-1814 Royaume de Prusse (Province de Westphalie) 1815-1918 République de Weimar 1918-1933 Reich allemand 1933-1945 Allemagne occupée 1945-1949 Allemagne 1949-présent |

## Galerie

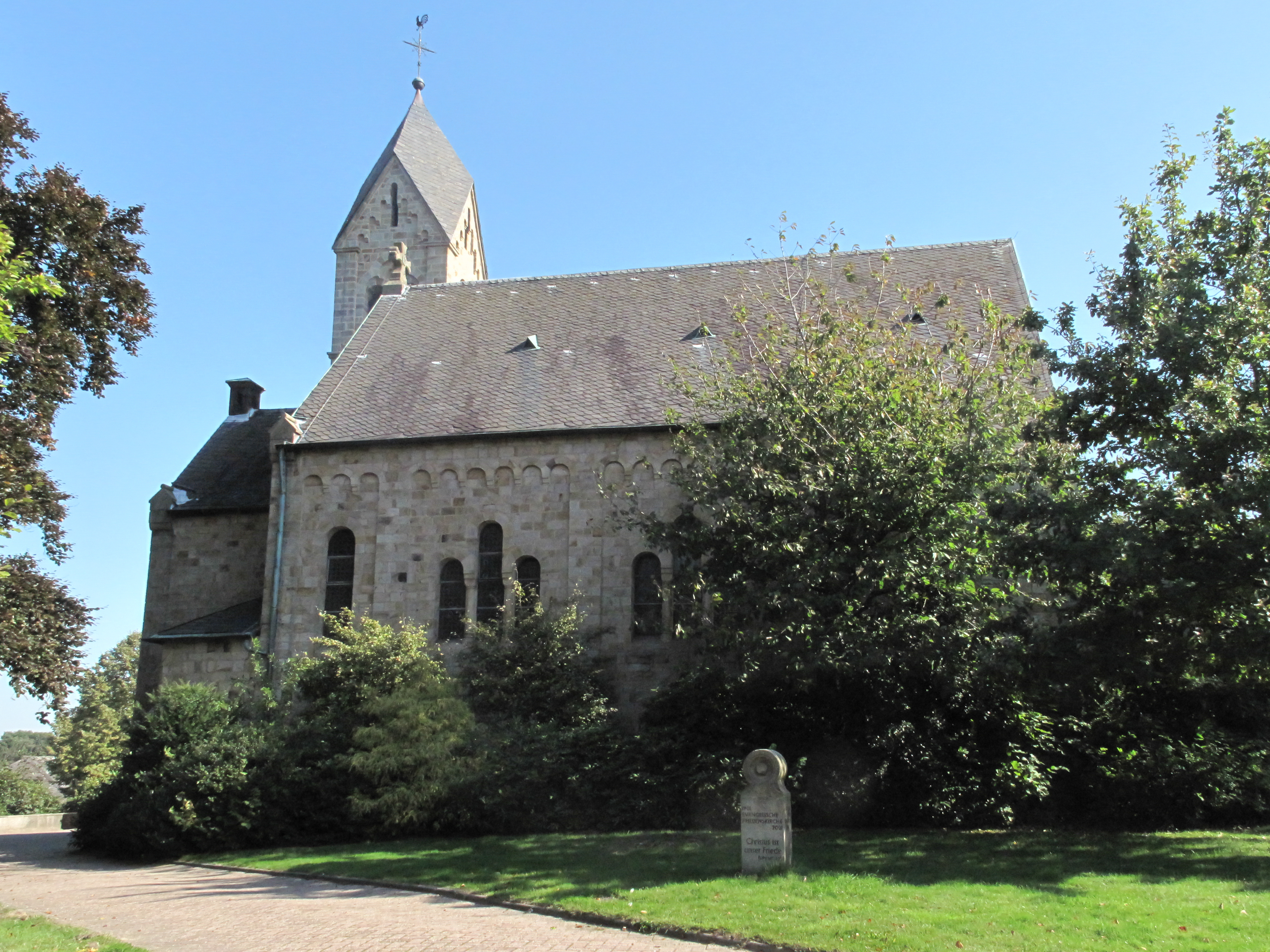
Hörstel, église: die Friedenskirche
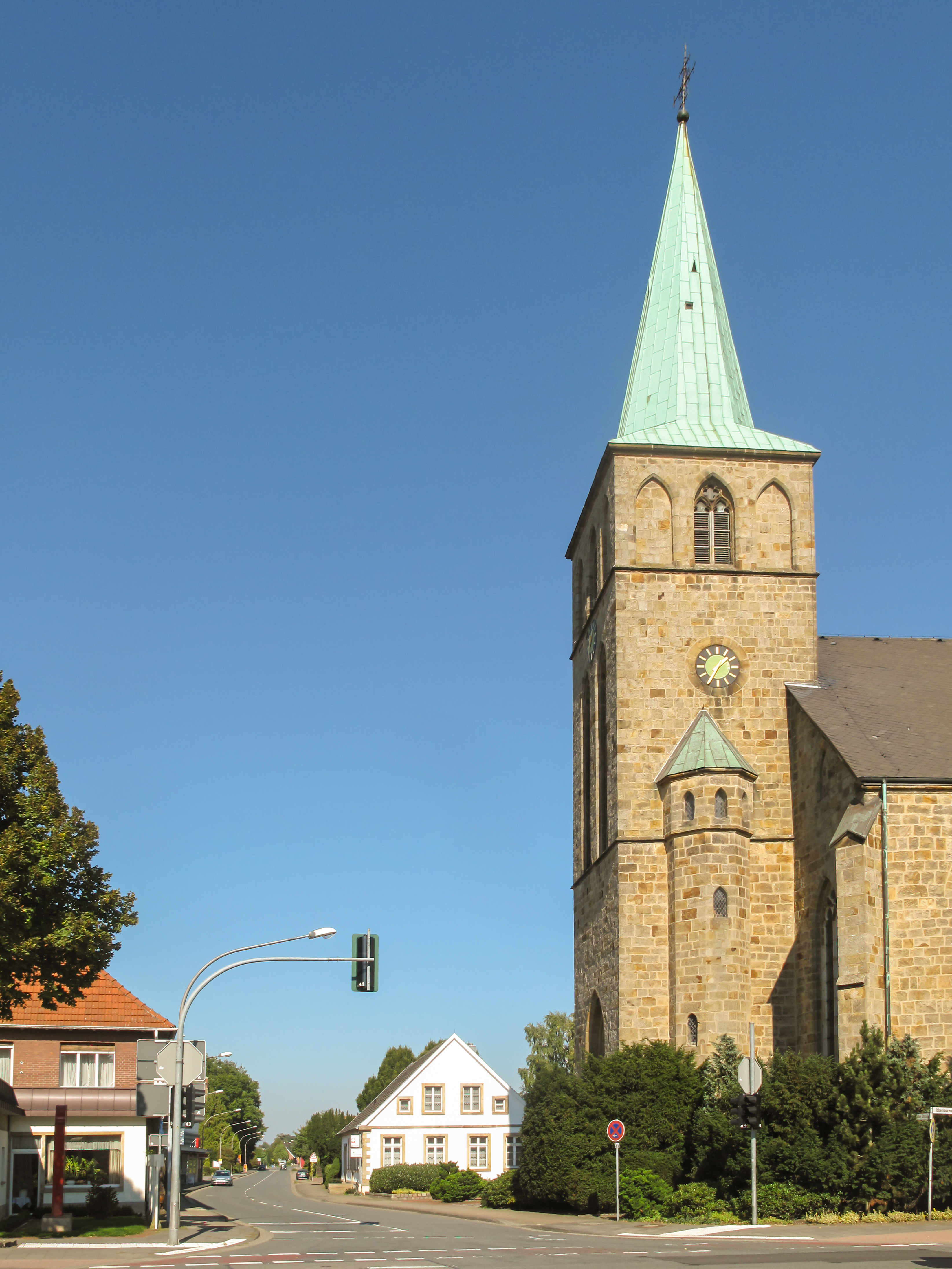
Hörstel, église: katholische Pfarrkirche Sankt Antonius
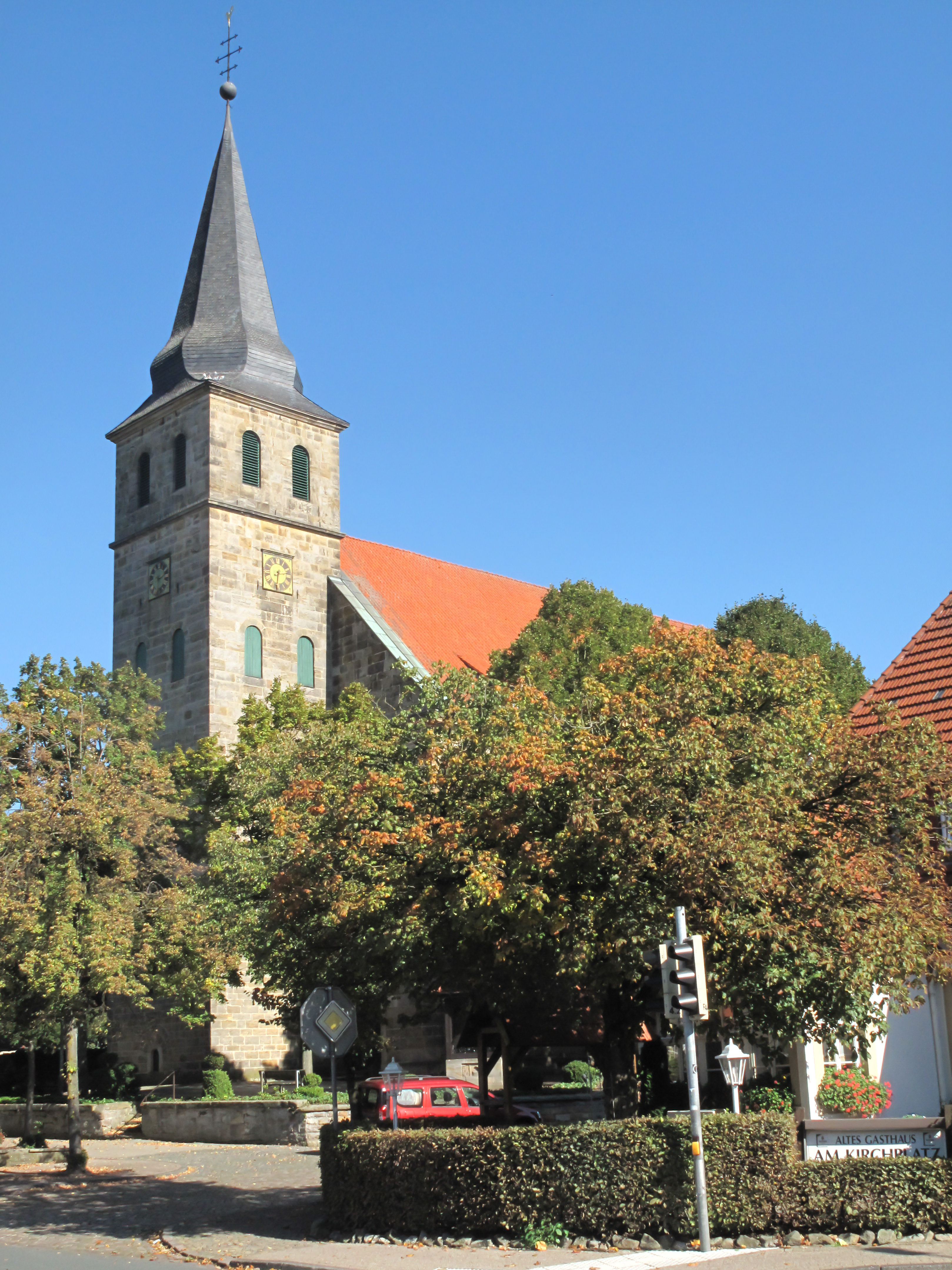
Riesenbeck, église: die Sankt Kalixtus Kirche